# Николаевка (Глодянский район)
Николаевка (рум. Nicolaevca) — село в Глодянском районе Молдавии. Наряду с сёлами Дану и Каменкуца входит в состав коммуны Дану.

## География
Село расположено на высоте 136 метров над уровнем моря.

## Население
По данным переписи населения 2004 года, в селе Николаевка проживает 336 человек (158 мужчин, 178 женщин).
Этнический состав села:
| Национальность | Число жителей | Процентный состав |
| -------------- | ------------- | ----------------- |
| украинцы       | 307           | 91.37             |
| русские        | 16            | 4.76              |
| молдаване      | 12            | 3.57              |
| прочие         | 1             | 0.3               |
| Всего          | 336           | 100%              |